# Хорошо (альбом)
«Хорошо» — пятый студийный альбом российской певицы МакSим, вышедший 17 ноября 2015 года.
В 2015 году диск стал лауреатом премии телеканала Music Box в номинации «Альбом года» и премии «Русский ТОП» в номинации «Лучший альбом года».

## Предыстория
В альбом вошли уже известные песни «Вампир», «Не знать», «Не выдыхай», «Стала свободней», «Любовь алого цвета» и «Золотыми рыбками».
МакSим об альбоме:
Новый альбом, как и все предыдущие, будет в первую очередь опираться на искренность. Большая часть песен автобиографичные. Не могу сказать, что этот альбом будет веселым – несмотря на название «Хорошо», скорее, я использовала здесь некую иронию. Почти все песни – привычная слушателям лирика. Будут и танцевальные треки, я люблю экспериментировать с музыкой. В моем репертуаре есть как песни с рэп-исполнителями, так и рок-направление. Я не сковываю себя в рамках поп-жанра.

## Создание песен и запись
Песни «Иди», «Не выдыхай», «Хорошо» и «Небу в лицо» были написаны совместно с Андреем Беляевым; «Золотыми рыбками» — с Иваном Клименко; «Любовь алого цвета» — с Филиппом Левиным; «Небу в лицо» — с Евгением Бардаченко.

Мне часто задают вопрос, что рождается первым — музыка или стихи. В моем случае это происходит одновременно. Если есть какое-то слово, то и звучит оно как-то по особенному, каждому слову присуща своя эмоция, своя нота. Чаще всего я пишу отдельные песни, не рассматривая их в рамках альбома, и только когда готовлюсь к его выпуску, осознаю, что вслед за чем должно идти, и выстраиваю определенную очередность, которая превращается в самостоятельную историю.

Так произошло и с моим новым альбомом «Хорошо». Большинство песен в нём автобиографичные, отдельные из них складываются в историю моей жизни за последний год, каждая песня - какой-то период. Для меня это как разложить всю свою жизнь по полочкам. И если в интервью я часто бываю скрытной, не освещаю некоторые аспекты моей жизни, то альбом — это, наверное, самое интимное отражение меня и моих мыслей. Новый альбом получился очень искренним, наверное, самым искренним из всех.— МакSим

## Тематика песен
„Золотыми рыбками“ — «это песня о молчании. Когда любишь, так хочется об этом кричать. Но иногда одно лишнее слово может разрушить многое, особенно, когда это слово весомо. Часто наблюдаю за тем, как люди живут в своих иллюзиях, выставляя напоказ свои желания. Я стараюсь всё самое личное держать за закрытыми дверями, чтобы сохранить самое важное».
По словам МакSим, «Стала свободней» — это «очень пережитая песня, одна из немногих абсолютно про меня. Я могу петь о придуманных историях — проникаюсь ими и пишу песню, и пою её. А в этой песне я та, которой была в тот момент, когда песню писала. У многих бывают ситуации, когда хочется взвыть, но я сдерживалась. А очень хороший режиссёр Вадим Шатров сумел увидеть нерв, надрыв, и смог его передать. Скорее всего эта песня не попадет на радио, признаюсь, я её писала для себя — мне надо было выплеснуть в творчество своё ненужное состояние. Она сделала меня сильнее. Теперь я уж точно непробиваема!».
Композиция «God» не похожа на основное творчество певицы. На такие перемены в подаче материала её вдохновило новое окружение, новые люди, с которыми она встретилась:

«Я написала новую песню, которая достаточно сильно отличается от моего привычного нежного образа. На фоне меланхоличной подачи песня выглядит немного дерзко. Это песня про активную жизнь, про яркие эмоции и, конечно, про любовь и традиционное, как обычно в моем творчестве, возвышение этого чувства».
— МакSим

## Релиз и рекламная кампания
С 6 ноября на официальном YouTube-канале певицы публиковали тизеры песен из альбома. Первой песней стала «Золотыми рыбками», второй — «Стала свободней», третьей — «Не выдыхай», четвёртой — «Вампир», пятой — «Любовь алого цвета», шестой — «Хорошо», седьмой — «Иди», восьмой — «В лето», девятой — «Небу в лицо», десятой — «Не знать».
2 ноября 2015 года на iTunes Store открыли предзаказ альбома, 17 ноября состоялся релиз альбома.
В феврале 2016 года стартовал концертный тур в поддержку нового альбома.

## Критика
| Оценки критиков | Оценки критиков |
| Источник        | Оценка          |
| --------------- | --------------- |
| Intermedia      | [ 18 ]          |
| Colta.ru        | (положительная) |

Алексей Мажаев из Intermedia дал альбому оценку 3. Для него новый альбом — «это больше про поиски, чем про находки. У Максим проскальзывают намёки на какой-то более взрослый и более музыкальный подход к творчеству, но в то же время и её фирменный стиль никуда не делся. При этом нельзя не констатировать, что при сохранении внешних признаков фирменного стиля у певицы уже не получаются суперхиты». По его словам, «цельность не является сильной стороной этого альбома, а поиски новой себя у певицы напоминают скорее метания». Песням «Стала свободней» и «Вампир» он дал негативную оценку, а «В лето» назвал главным потенциальным хитом.
Сергей Мезенов из Colta.ru дал альбому положительную оценку, отметив, что «лирическая девичья поп-музыка с человеческим лицом всегда удавалась МакSим убедительнее многих её отечественных товарок, и пятый альбом певицы «Хорошо» в этом плане снабжен довольно точным заголовком — здесь действительно все хорошо и в плане атмосферы, и в плане песен и мелодий».

## Список композиций
| №                   | Название                                             | Автор(ы)                                  | Длительность |
| ------------------- | ---------------------------------------------------- | ----------------------------------------- | ------------ |
| 1.                  | «Любовь алого цвета»                                 | МакSим, Левин Филипп                      | 4:11         |
| 2.                  | «Золотыми рыбками»                                   | МакSим, Клименко Иван                     | 3:44         |
| 3.                  | «Иди»                                                | МакSим, Беляев Андрей                     | 3:22         |
| 4.                  | «В лето»                                             | МакSим                                    | 3:01         |
| 5.                  | «Стала свободней»                                    | МакSим                                    | 3:33         |
| 6.                  | «Вампир»                                             | МакSим                                    | 3:14         |
| 7.                  | «Небу в лицо»                                        | МакSим, Беляев Андрей, Бардаченко Евгений | 3:16         |
| 8.                  | «Не выдыхай»                                         | МакSим, Беляев Андрей                     | 2:41         |
| 9.                  | «Хорошо»                                             | МакSим, Беляев Андрей                     | 3:33         |
| 10.                 | «Не знать»                                           | МакSим                                    | 3:01         |
| 11.                 | «Золотыми рыбками (remix Ivan Martin & Tom Chaos)»   | МакSим, Клименко Иван                     | 2:34         |
| 12.                 | «Любовь алого цвета (remix Ivan Martin & Tom Chaos)» | МакSим, Левин Филипп                      | 3:01         |
| Общая длительность: | Общая длительность:                                  | Общая длительность:                       | 41:11        |

## История релиза
| Регион        | Дата           | Формат               | Лейбл |
| ------------- | -------------- | -------------------- | ----- |
| Страны iTunes | 17 ноября 2015 | Цифровая дистрибуция | Союз  |
| Россия        | 24 ноября 2015 | CD (Диджипак)        | Союз  |

## Награды и номинации
| Год  | Награда                  | Номинированная работа | Категория                            | Результат |
| ---- | ------------------------ | --------------------- | ------------------------------------ | --------- |
| 2014 | LF City Awards           | «God»                 | Песня года                           | Победа    |
| 2014 | ClipYou                  | «God»                 | Клип года                            | Номинация |
| 2014 | Канал «Музыка Первого»   | «God»                 | Лучший видеоклип года                | Победа    |
| 2014 | OETV                     | «God»                 | Лучший видеоклип года                | Номинация |
| 2015 | OETV                     | «God»                 | Лучший видеоклип года                | Номинация |
| 2015 | OETV                     | «Стала свободней»     | Лучший видеоклип года                | Номинация |
| 2015 | OOPS CHOICE AWARDS       | «Стала свободней»     | С первого взгляда (музыкальный клип) | Номинация |
| 2015 | Реальная премия MusicBox | Альбом «Хорошо»       | Альбом года                          | Победа    |
| 2015 | Премия «Русский Топ»     | Альбом «Хорошо»       | Лучший альбом года                   | Победа    |
| 2016 | Золотой Граммофон        | «Хорошо»              | Статуэтка «Золотого граммофона»      | Номинация |
| 2016 | RU.TV                    | «Золотыми рыбками»    | Лучший видеоклип                     | Номинация |
| 2016 | Премия Муз-ТВ            | «Золотыми рыбками»    | Лучшее женское видео                 | Номинация |